# Sint-Michielsgestel
Sint-Michielsgestel este o comună și o localitate în provincia Brabantul de Nord, Țările de Jos.

## Localități componente
Berlicum, Den Dungen, Gemonde, Sint-Michielsgestel.